# Grand incendie de Londres
Sauf précision contraire, les dates de cet article sont exprimées dans le calendrier julien. 
La Grande-Bretagne et ses dépendances utilisent le calendrier julien jusqu'en 1752.

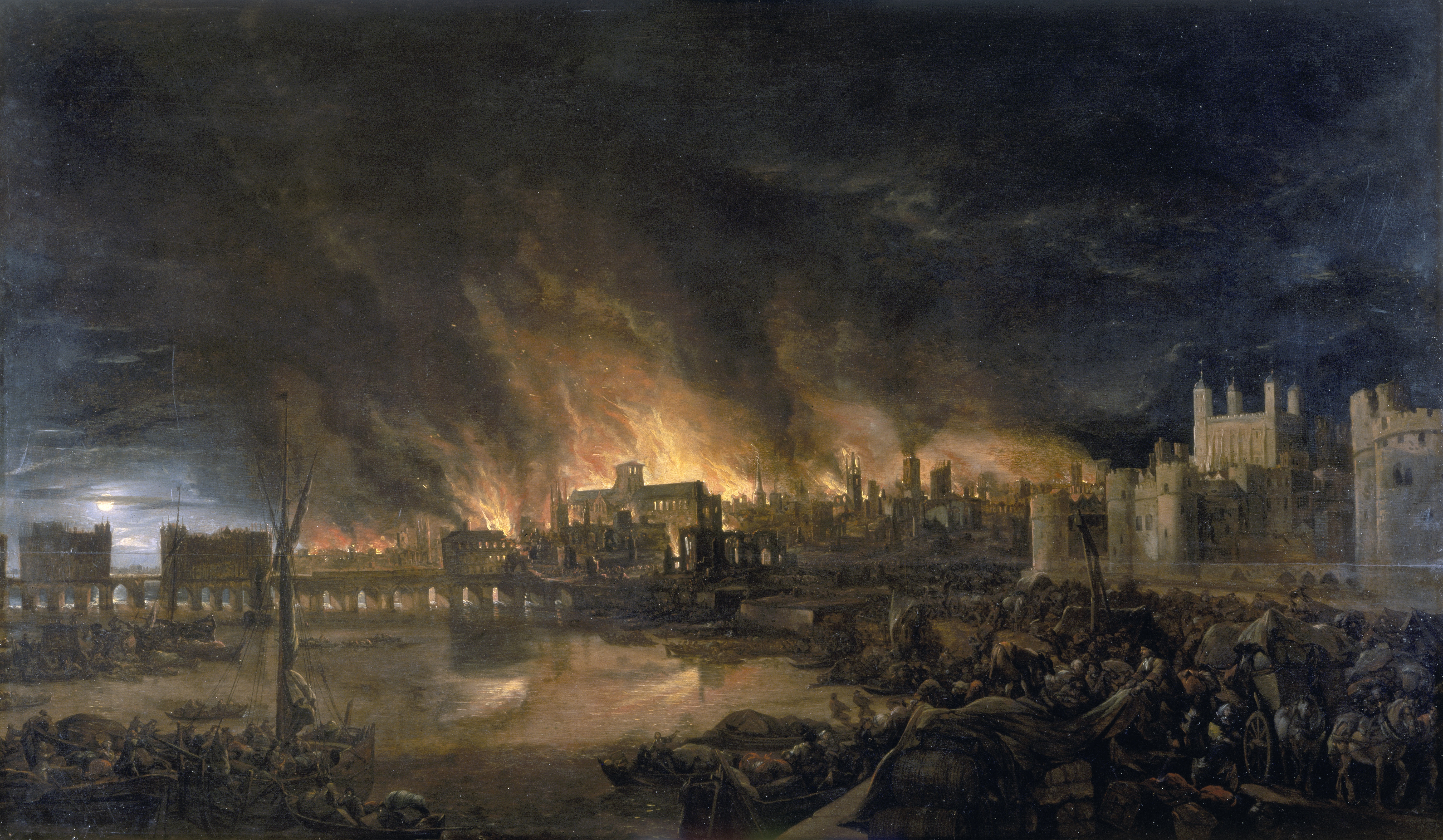
Détail d’un tableau de 1666, par un artiste inconnu, représentant l’incendie tel qu’il devait apparaître dans la soirée du mardi 4 septembre à un observateur situé dans un bateau près des actuels docks de St Katharine. À droite, la tour de Londres ; à gauche, le pont de Londres, et la cathédrale Saint-Paul à l’arrière-plan, au cœur des plus hautes flammes.

Le grand incendie de Londres est un violent incendie qui ravage le centre de la ville de Londres du dimanche 2 septembre au mercredi 5 septembre 1666.
Les flammes ravagent la Cité à l’intérieur du mur romain et menacent le quartier aristocratique de Westminster, le palais de Whitehall, résidence du roi Charles II, et la plupart des quartiers pauvres de banlieue, sans toutefois les atteindre. Il brûle 13 200 maisons, 87 églises paroissiales, la cathédrale Saint-Paul, et la majorité des bâtiments publics de la Cité. Les pertes humaines enregistrées sont très faibles, mais ne représentent peut-être qu'une fraction des victimes.
L’incendie se déclare peu après minuit le 2 septembre dans une boulangerie de Pudding Lane appartenant à Thomas Farriner et se propage rapidement vers l’ouest. L’indécision du lord-maire Thomas Bloodworth retarde la création de coupe-feu par démolition qui était, à l’époque, la principale technique de lutte contre les incendies. Des démolitions de grande envergure sont ordonnées dans la nuit, mais il est déjà trop tard, car le vent a eu le temps d’attiser les flammes. Le lundi, le sinistre se propage vers le nord et le cœur de la Cité. Cette journée voit l’apparition de rumeurs accusant les Français et les Hollandais d’avoir allumé l’incendie, donnant lieu à des lynchages. Il s’étend à la plus grande partie de la Cité dans la journée du mardi, détruisant la cathédrale Saint-Paul et traversant la Fleet pour menacer la cour de Charles II à Whitehall. Il est circonscrit grâce à deux facteurs : la tombée des forts vents d’est et l’utilisation par la garnison de la tour de Londres de sa poudre à canon pour créer des coupe-feu efficaces empêchant les flammes de se propager vers l’est.
Les conséquences économiques et sociales de l’incendie sont accablantes. Craignant une révolte des sinistrés, Charles II encourage leur évacuation vers d’autres villes. Plusieurs projets urbanistiques novateurs sont proposés pour la reconstruction de la ville, mais des problèmes pratiques entraînent leur abandon et le plan des anciennes rues est largement suivi pour la reconstruction.

## Contexte

### Londres au milieu duXVIIesiècle

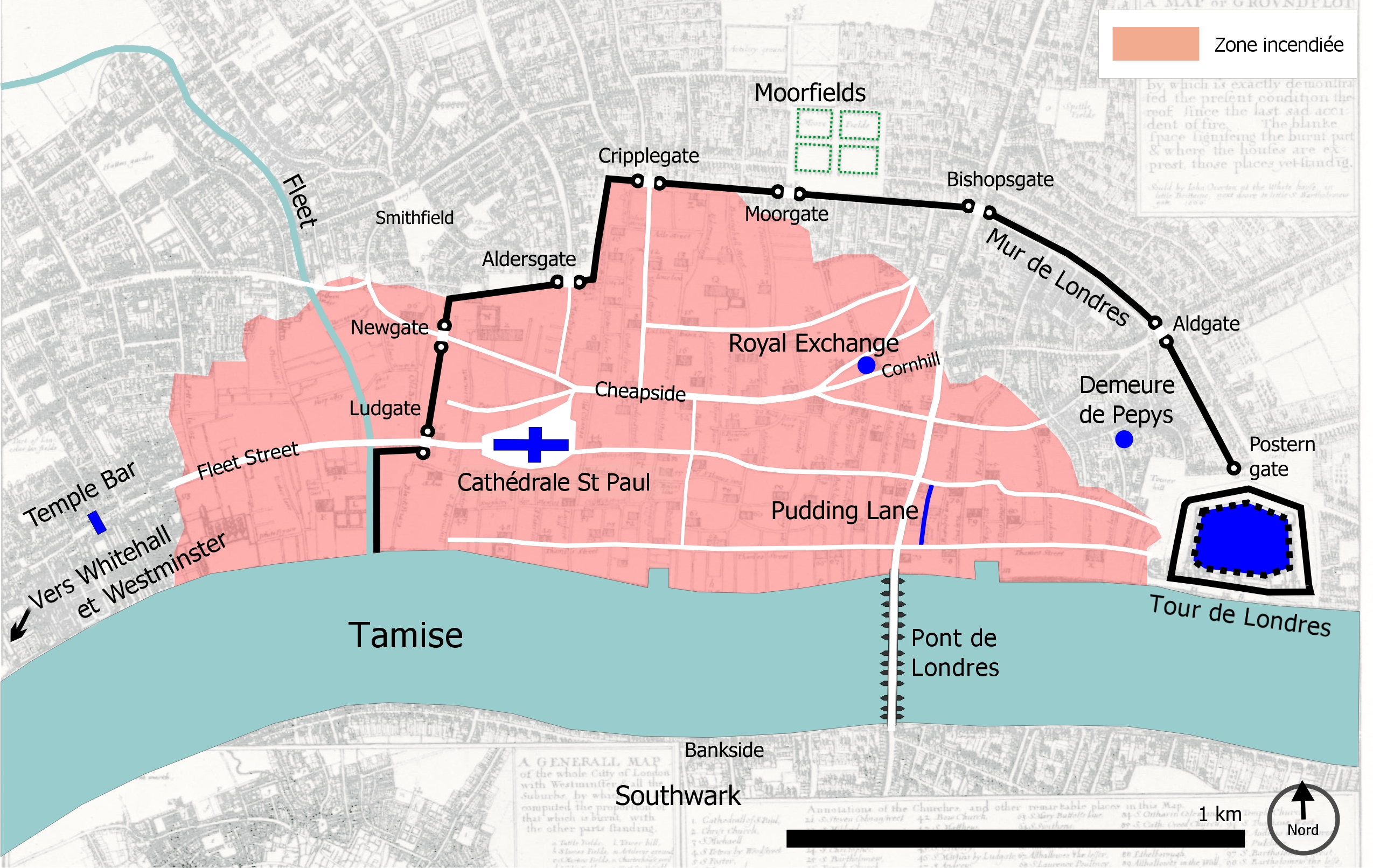
La Cité de Londres en 1666. En rose, la zone ravagée par le grand incendie.

Dans les années 1660, Londres est de loin la plus grande ville de Grande-Bretagne, avec une population estimée à un demi-million d'habitants. En la comparant à la magnificence baroque de Paris, John Evelyn la décrit en 1659 comme « un agrégat anarchique, nordique, de maisons de bois » et souligne les risques d’incendie que représentent l’utilisation du bois comme matériau de construction et la densité urbaine. Par « anarchique » (« inartificial »), Evelyn entend « non planifié », « improvisé » : le résultat d’une croissance démographique soutenue et d’un étalement urbain non régulé. La ville est de plus en plus à l’étroit à l’intérieur de son enceinte, qui remonte à l’époque romaine. Elle s’est également étendue au-delà des murs avec l’apparition de faubourgs pauvres comme Shoreditch, Holborn ou Southwark, jusqu'à englober la cité indépendante de Westminster à l'ouest. À la fin du XVIIe siècle, la Cité proprement dite, c’est-à-dire la zone comprise entre le mur et la Tamise, n’est donc plus qu’une partie de Londres, d'une superficie de 2,8 km2 pour environ 80 000 habitants, soit un sixième de la population londonienne. Entourée d’un anneau de faubourgs où résident la plupart des Londoniens, la Cité constitue déjà le centre économique de la capitale. Elle est le plus grand marché et le plus grand port d’Angleterre sous l’hégémonie des classes marchande et industrielle. L’aristocratie dédaigne quant à elle la Cité, préférant vivre à la campagne, au-delà des faubourgs, ou bien dans le quartier de Westminster (l’actuel West End), près du palais de Whitehall et de la cour de Charles II. Les gens aisés préfèrent vivre à distance d'une Cité encombrée, polluée et insalubre, en particulier après la grande peste de Londres de 1665.
À cette époque, les relations entre la Cité et la Couronne sont tendues. Durant la Première Guerre civile (1642-1651), la Cité de Londres était un bastion républicain, et les soulèvements républicains du début des années 1660 ont rappelé à Charles II que sa riche et dynamique capitale pouvait encore constituer une menace pour lui. Les magistrats de la Cité sont de la génération qui a combattu pendant la guerre civile et qui se rappelle le traumatisme national suscité par les prétentions absolutistes de Charles Ier, le père de Charles II. C'est pourquoi, lorsque l’incendie menace la ville, ils refusent l'assistance du roi : même dans ces circonstances critiques, l’idée de voir les troupes royales dans la Cité est inconcevable pour eux. Charles II finit par écarter le lord-maire Thomas Bloodworth pour prendre lui-même les choses en main, mais il est déjà trop tard.

### Risques d’incendie dans la Cité

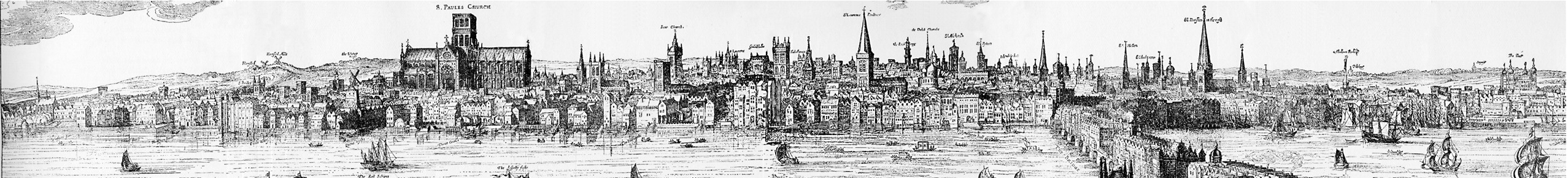
Panorama de la Cité de Londres en 1616, par Claes Jansz Visscher.

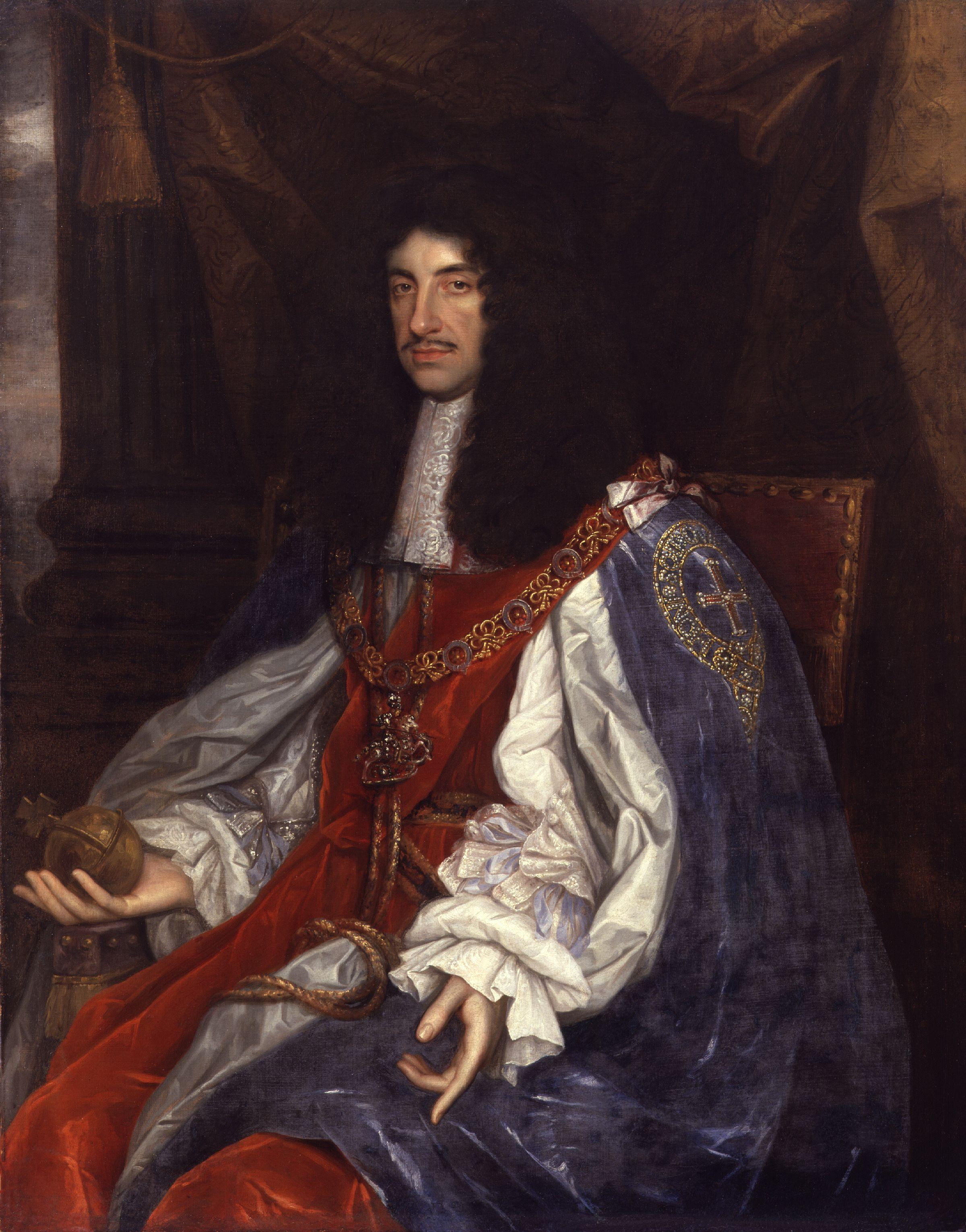
Charles II.

Le plan des rues de la Cité suit encore le tracé médiéval : un réseau de voies pavées étroites, tortueuses et surpeuplées. Plusieurs incendies majeurs l'ont frappée avant 1666, le plus récent remontant à 1632. Cela fait alors des siècles qu'il est interdit d'utiliser le bois et le chaume comme matériaux de construction, mais leur emploi persiste en raison de leur faible coût. Les constructions en pierre ne dominent que dans le cœur de la Cité, où les demeures des marchands et des courtisans sont séparées de davantage d'espace. Autour de cette zone, chaque pouce de terrain constructible dans les paroisses plus pauvres est exploité afin de répondre à la rapide croissance démographique. Ces paroisses abritent également de nombreuses activités théoriquement interdites en ville, mais tolérées dans les faits, qui présentent des risques élevés d’incendie : fonderies, forges, vitreries, etc. Les immeubles d'habitation eux-mêmes, généralement hauts de six ou sept étages, contribuent à augmenter ce risque : construits en bois, ils présentent des encorbellements afin d'optimiser l'espace disponible malgré la faible surface au sol. En augmentant progressivement la taille des étages supérieurs, ces saillies « empiètent », selon le mot d’un contemporain, sur la rue, au point que les maisons opposées se touchent presque au-dessus des rues les plus étroites. Le risque de propagation d’incendie posé par ces encorbellements est connu à l’époque : « il facilite la conflagration tout en entravant son remède », écrit à l’époque un observateur, mais « l’avarice des citoyens et la connivence [la corruption] des magistrats » empêche leur disparition. En 1661, une proclamation royale interdit fenêtres en saillie et encorbellements, mais elle est ignorée par les autorités locales. Charles II prend une seconde mesure en 1665 : il souligne le danger causé par l’étroitesse des rues et autorise l’emprisonnement des bâtisseurs récalcitrants, ainsi que la démolition des bâtiments dangereux. Elle n’a que peu d’incidence elle aussi.
Les berges de la Tamise jouent un rôle crucial dans le développement de l’incendie. Le fleuve offre un moyen de lutter contre les flammes grâce à son eau, ainsi qu’une voie pour fuir par bateau, mais les entrepôts et les magasins de combustibles situés sur ses rives dans les quartiers les plus pauvres présentent également le plus fort risque d’incendie de toute la ville, avec « les bâtiments de vieux papiers et les matières les plus combustibles, goudron, bitume, chanvre, résine et lin, accumulées alentour, ». On trouve également de grandes quantités de poudre noire en ville, notamment au bord du fleuve, dans les demeures des anciens soldats de la New Model Army d’Oliver Cromwell qui ont conservé leurs mousquets et la poudre nécessaire pour les charger. Entre cinq et six cents tonnes de poudre sont entreposées dans la tour de Londres, à l’extrémité nord du pont de Londres. Les vendeurs des quais en possèdent également d’importants stocks, entreposés dans des barils en bois.

### La lutte contre les incendies auXVIIesiècle

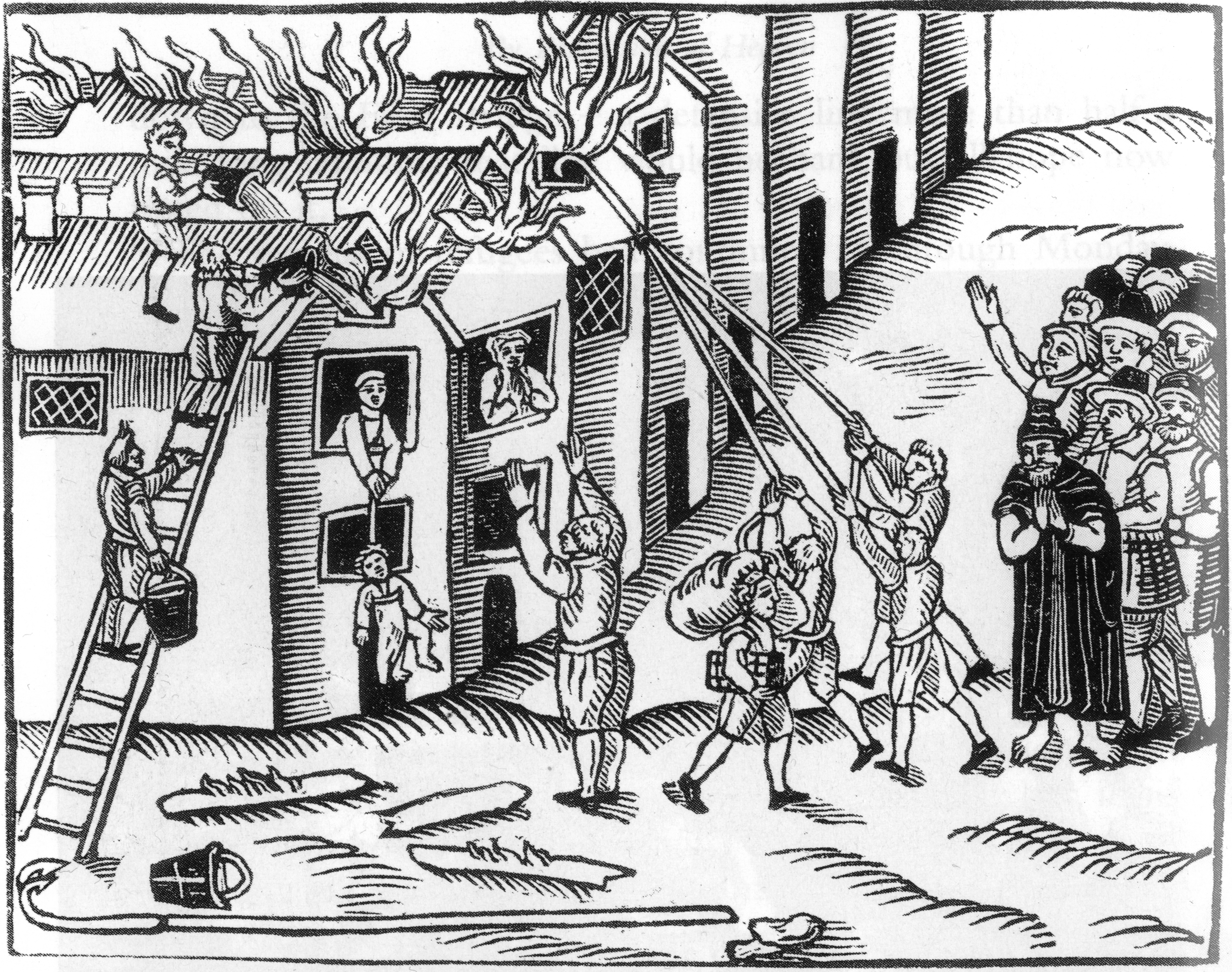
Crochets à incendie utilisés pour lutter contre un feu à Tiverton, dans le Devon, en 1612.

Au XVIIe siècle, les incendies sont chose courante dans Londres, une ville surpeuplée et majoritairement construite en bois, avec ses foyers ouverts, ses bougies, ses fours et ses dépôts de combustible. Il n’existe aucun corps de sapeurs-pompiers à proprement parler, mais la milice locale, les Trained Bands, est généralement là pour répondre aux divers types d’alerte. Prévenir les risques d’incendie est l’une des tâches dévolues au guet de la ville, composé d’un millier d’hommes patrouillant les rues la nuit.
Les procédures communautaires en place pour faire face aux incendies sont généralement efficaces. La sonnerie assourdie des cloches des églises avertit les citoyens, et ceux dotés d’esprit civique se réunissent en hâte afin de combattre l’incendie grâce aux moyens à leur disposition. La loi exige que les clochers de chaque église paroissiale proposent l’équipement nécessaire à la lutte contre les flammes par la démolition et l’eau : de longues échelles, des seaux en cuir, des haches et des « crochets à incendie » pour abattre les bâtiments. Il arrive que des bâtiments plus élevés soient abattus à l’aide de poudre à canon : des explosions contrôlées permettent un travail rapide et efficace. Cette méthode drastique visant à créer des coupe-feu est de plus en plus employée vers la fin du grand incendie, et c'est vraisemblablement ce qui a permis de juguler sa progression.
La lutte contre le grand incendie souffre de plusieurs problèmes. Elle est rendue considérablement plus difficile par l’étroitesse des rues de la Cité. Souvent embouteillées en temps normal par les véhicules et les passants, elles le sont plus encore durant l’incendie à cause des sinistrés qui campent sur la voie publique ou tentent de s’enfuir. Ce faisant, ils gênent les équipes de démolition et de lutte contre l’incendie qui cherchent à avancer dans l’autre direction pour se rapprocher des flammes. La démolition des maisons menacées est retardée par l’incapacité du lord-maire à donner les ordres nécessaires. Le roi finit par ordonner de « n’épargner aucune maison », mais à ce moment-là, l’incendie s’est déjà trop propagé et les démolisseurs sont incapables de se frayer un chemin dans les rues bondées.
L’emploi de l’eau connaît également des difficultés. La ville de Londres bénéficie d'un système de tuyaux en orme qui dessert 30 000 maisons depuis un grand château d’eau situé à Cornhill, alimenté par la Tamise à marée haute, ainsi que depuis un réservoir d’eau de source du Hertfordshire situé à Islington,. En règle générale, il est possible d’ouvrir une canalisation proche d’un édifice en feu afin d’y brancher une lance à incendie, que ce soit pour arroser les flammes ou pour remplir des seaux. Qui plus est, Pudding Lane, la rue où l’incendie se déclare, est proche du fleuve. En théorie, toutes les rues menant à la boulangerie et aux bâtiments adjacents devraient être utilisées par deux colonnes de pompiers, l’une remontant des seaux remplis jusqu’à l’incendie et l’autre se repassant les seaux vides vers le fleuve, mais ce n’est pas ce qui s’est produit. Dans son journal, Samuel Pepys note en tout cas que dans la matinée du dimanche, personne ne tente d’éteindre l’incendie : les gens, terrifiés, s'enfuient « en emportant leurs biens et en laissant le reste aux flammes ». L’incendie se propage ainsi jusqu’aux abords du fleuve sans rencontrer grande résistance et s’attaque rapidement aux entrepôts des quais. Ce faisant, il coupe non seulement l’accès aux réserves d’eau du fleuve, mais il peut en outre s'attaquer aux norias situées sous le pont de Londres qui alimentent le château d’eau de Cornhill. L’accès direct au fleuve et l’approvisionnement en eau courante font ainsi défaut simultanément.

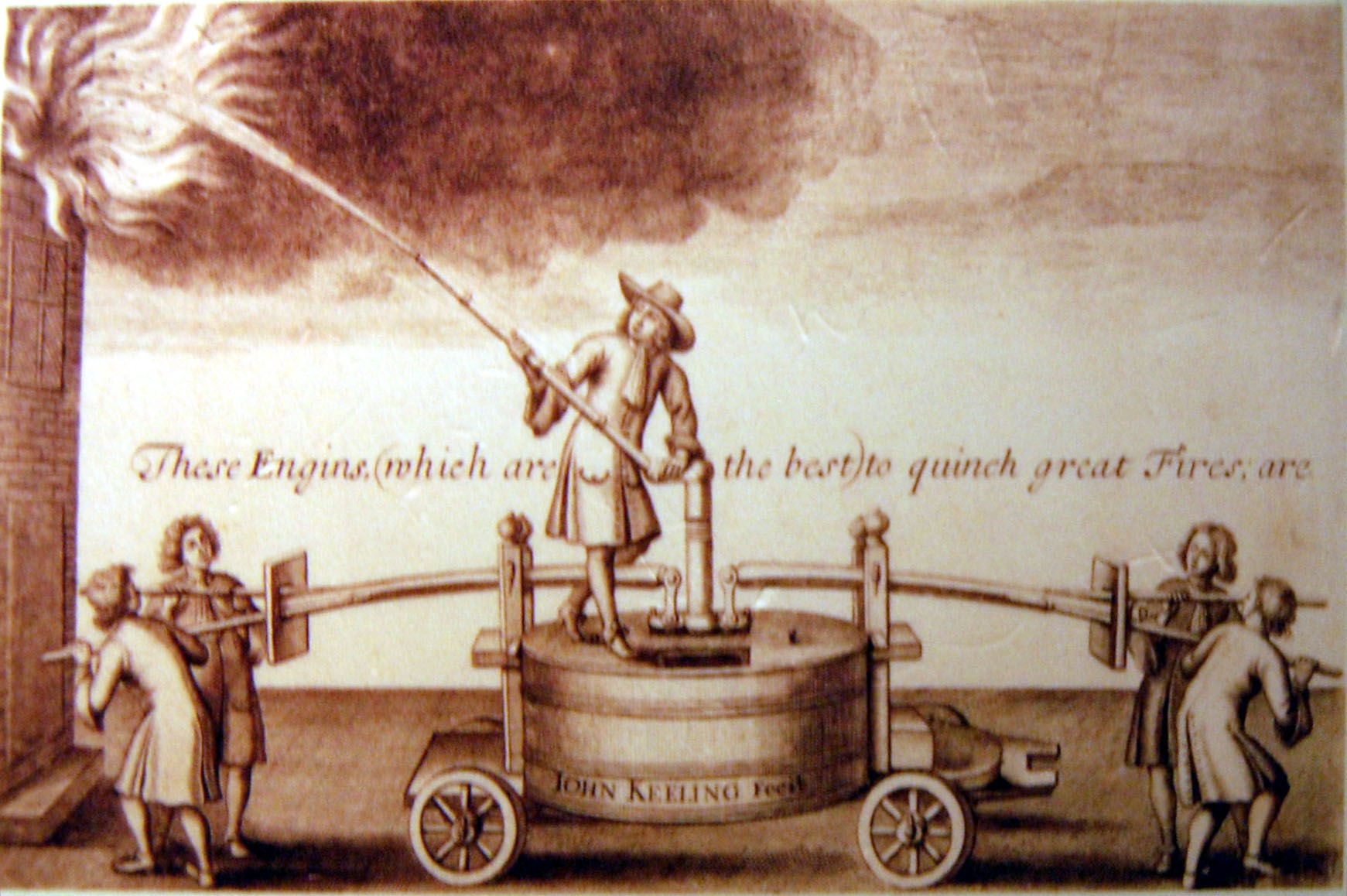
Publicité pour une voiture sur roues de pompiers relativement petite et maniable du XVIIe siècle.

Londres dispose d’une technologie avancée de lutte contre les flammes sous la forme de fourgons d’incendie montés sur roues ou sur patins. Ils ont servi lors de précédents incendies de grande ampleur, mais ils se sont rarement avérés suffisamment maniables ou fonctionnels pour faire une réelle différence, contrairement aux crochets. Comme il faut les déplacer sur de longues distances, ils arrivent généralement trop tard, et leur portée est réduite, faute de tuyaux assez longs. En 1666, plusieurs fourgons (on ignore leur nombre exact) sont mis à contribution pour lutter contre l'incendie, mais ils font encore une fois la preuve de leur inefficacité. En premier lieu, ils n’ont déjà plus accès à l’eau courante. Les berges de la Tamise sont encore accessibles par endroits, mais plusieurs fourgons tombent dans le fleuve durant les opérations de remplissage, et ceux qui échappent à ce sort s'avèrent en fin de compte inutiles, car la chaleur dégagée par les flammes est telle qu’ils ne peuvent même pas entrer dans Pudding Lane.
Le pont de Londres constitue le seul lien entre la Cité et la rive sud de la Tamise. Or ce pont est lui-même couvert de maisons, ce que l’incendie de 1632 a révélé être un piège mortel. En 1666, ces maisons sont en feu dès l’aube du dimanche, et Samuel Pepys, un officier haut gradé du Navy Board qui observe l’incendie depuis la tour de Londres, s’inquiète pour ses amis qui y vivent. On craint même que les flammes ne traversent le pont pour menacer le borough de Southwark sur la rive sud, mais un espace vide entre les bâtiments du pont permet d’éviter la propagation de l’incendie en faisant office de coupe-feu.
Le mur romain de 5,5 mètres de haut qui entoure la Cité menace de piéger les gens cherchant à échapper à l’incendie. Lorsque les flammes coupent l’accès à la Tamise, empêchant toute évacuation par voie fluviale, les huit portes du Mur deviennent l’unique moyen de fuir la Cité. Néanmoins, lors des deux premiers jours, ce n'est pas ce que cherchent à faire la plupart des sinistrés : ils se contentent de transporter leurs affaires jusqu’au lieu sûr le plus proche, en général l'église de leur paroisse ou bien les abords de la cathédrale Saint-Paul. La progression des flammes les contraint à se déplacer de nouveau quelques heures plus tard, jusqu'à quatre ou cinq fois dans la même journée pour certains. Ce n'est que tard dans la journée du lundi que la fuite hors des murs commence à s’imposer comme une nécessité, donnant lieu à des scènes de panique autour des portes, car elles sont trop étroites pour permettre aux sinistrés de les franchir facilement avec leurs biens, leurs chevaux, leurs carrioles et leurs chariots.

## Évolution de l’incendie
De nombreux Londoniens ont laissé des lettres et des mémoires qui abordent leur expérience personnelle du grand incendie. Les deux diaristes les plus célèbres de l'époque, Samuel Pepys (1633-1703) et John Evelyn (1620-1706), ont laissé des témoignages au jour le jour. Durant le sinistre, ils se sont efforcés de se tenir au courant des événements en cours dans la Cité et ailleurs. Tous deux se sont ainsi rendus dans les Moorfields, au nord de la Cité, pour visiter le campement des malheureux sinistrés. Les journaux de Pepys et Evelyn constituent des sources cruciales pour les analyses modernes du grand incendie. Hanson et Tinniswood s'appuient également sur un ouvrage plus bref : les mémoires de William Taswell (1651-1682), un écolier de Westminster School âgé de quatorze ans en 1666.

### Dimanche

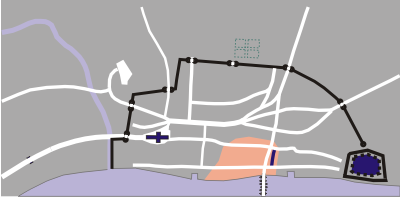
Dommages approximatifs le dimanche 2 septembre au soir.

Après deux étés pluvieux en 1664 et 1665, Londres subit une sécheresse exceptionnelle depuis novembre 1665, et le bois des bâtiments est extrêmement sec après le long été de 1666. Peu après minuit, le dimanche 2 septembre, un incendie se déclare dans la boulangerie de Thomas Farriner (ou Farynor) sur Pudding Lane. Piégée à l’étage, la famille Farriner parvient à s’échapper par une fenêtre pour se réfugier dans une maison voisine, à l’exception d’une servante trop terrifiée pour sauter qui devient la première victime des flammes. Les voisins s’efforcent en vain d’éteindre l’incendie.
Arrivé sur les lieux une heure plus tard, le parish constable estime nécessaire de détruire les maisons adjacentes afin d’éviter la propagation. Devant les protestations des propriétaires, on envoie chercher le lord-maire Thomas Bloodworth, qui est le seul habilité à pouvoir imposer cette décision. Le temps qu’il arrive, les demeures voisines ont déjà pris feu et les flammes se dirigent vers les entrepôts des quais. Les pompiers les plus expérimentés réclament à grands cris la démolition, mais le lord-maire refuse, expliquant que la plupart des demeures sont louées et que les propriétaires sont introuvables. Davantage élu pour ses capacités de sycophante que pour ses compétences, Bloodworth cède à la panique et quitte les lieux, non sans avoir prononcé un mot fameux : « Fi ! Une femme pourrait l’éteindre en pissant dessus ». Après la destruction de la Cité, Samuel Pepys consigne dans son journal, en date du 7 septembre 1666 : « Les gens décrient par-dessus tout la simplicité [la stupidité] de mon lord-maire en général, et plus particulièrement dans cette affaire d’incendie, dont ils lui font porter l’entière responsabilité ».

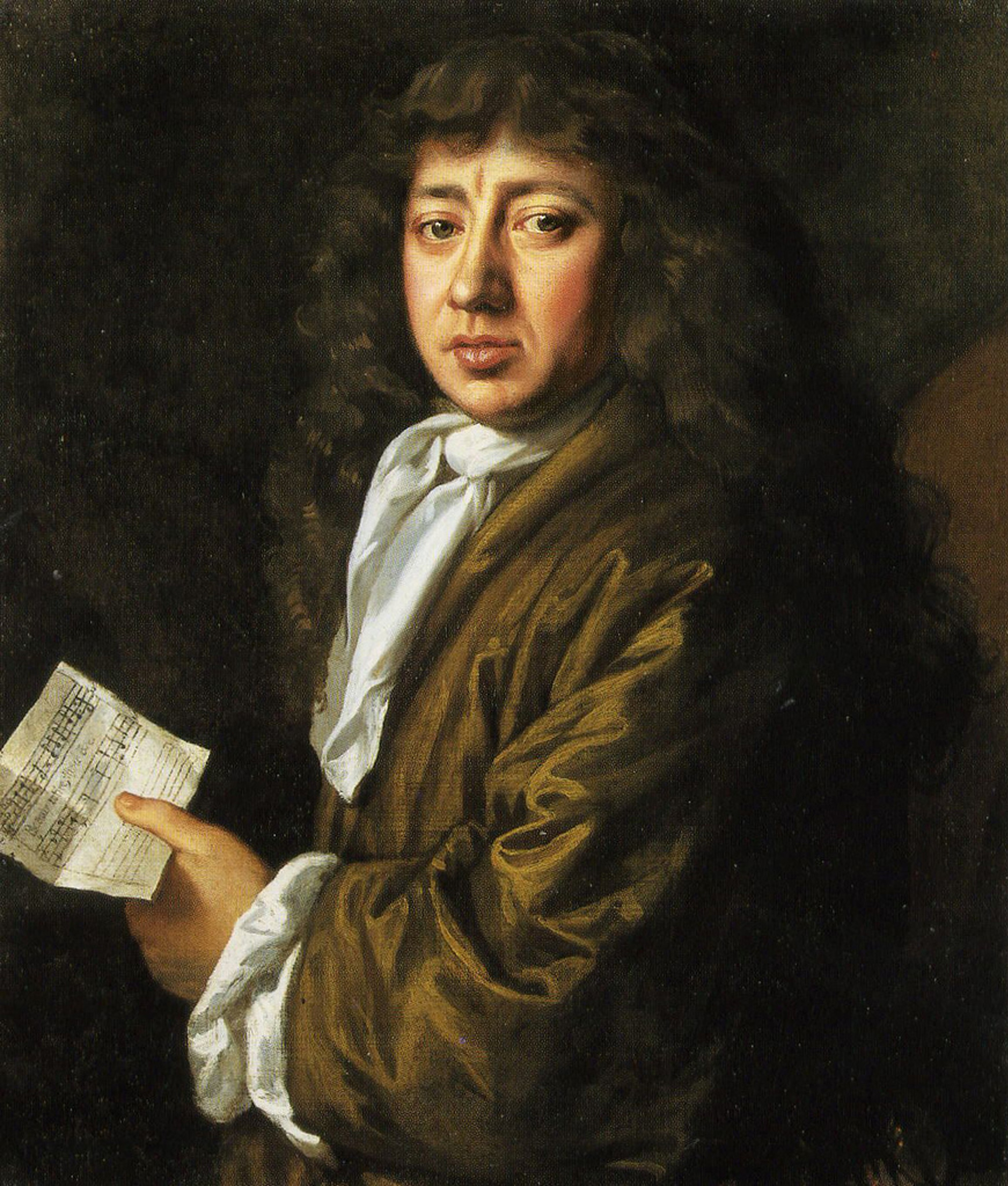
Samuel Pepys.

L’incendie de la boulangerie de Pudding Lane s’étend d’abord plein ouest, attisé par un fort vent d’est. Vers 7 heures du matin, Pepys monte au sommet de la tour de Londres pour observer l’incendie à partir d’une tourelle. Il note dans son journal que le violent vent d’est s’est transformé en un déluge de flammes ayant incendié plusieurs églises et 300 maisons (selon son estimation) avant d’atteindre la rive du fleuve. Les maisons sur le pont de Londres sont en feu. Ayant emprunté un bateau pour inspecter de plus près l’étendue des dégâts autour de Pudding Lane, Pepys décrit un spectacle « lamentable », « chacun essayant de récupérer ses meubles, et les jetant dans le fleuve ou les emportant sur des barges ; les pauvres restant dans leurs demeures jusqu’à ce que l’incendie soit tout proche, et se ruant alors sur des bateaux, ou grimpant d’un escalier à un autre sur le bord du fleuve ».
Pepys remonte le fleuve vers l’ouest, jusqu’à la Cour, à Whitehall, « où des gens m’accostèrent, et je leur fis un récit qui les plongea dans le désarroi, dont la rumeur parvint jusqu’au roi. Ainsi fus-je convoqué, et je racontai au roi et au duc d’York ce que je vis, et qu’à moins que sa majesté n’ordonne la destruction des maisons, rien ne pourrait arrêter l’incendie. Ils parurent fort troublés, et le Roi m’ordonna d’aller trouver de sa part mon lord-maire, et de lui ordonner de n’épargner aucune maison, mais de les abattre devant le feu dans chaque direction ». Le duc d’York, frère du roi, offre les services des Royal Life Guards pour combattre l’incendie.
À 1 600 mètres à l’ouest de Pudding Lane, le jeune écolier William Taswell, sorti de l’abbaye de Westminster avant la fin des offices matinaux, est témoin de l'arrivée de quelques sinistrés, seulement vêtus de couvertures, à bord de barges de location.
Les tarifs des possesseurs de barges ayant, à l’occasion, explosé, seuls les sinistrés les plus fortunés peuvent prendre place à bord.
Le fort vent favorise la propagation des flammes, et les citadins abandonnent leurs tentatives vers le milieu de la matinée pour prendre la fuite. La masse humaine, ajoutée à celle des ballots et des carrioles, bloque l’accès des rues aux pompiers et à leurs chariots.
Pepys, qui avait pris un fiacre pour rentrer en ville, est contraint de poursuivre sa route à pied après la cathédrale Saint-Paul car les piétons et les charrettes à bras lourdement chargées, sont toujours en train de fuir l’incendie. Les églises paroissiales qui ne sont pas directement menacées, se remplissent de meubles et de biens de valeurs.
Pepys trouve le lord-maire en train d’essayer de coordonner la lutte contre les flammes et les destructions. Bloodworth est alors proche de l’effondrement, « comme une femme sur le point de s’évanouir ». Il répond en geignant au message du roi qu’il est bien en train d’abattre des maisons, « mais le feu nous rattrape plus rapidement que nous ne pouvons le faire ». Il refuse les soldats que lui propose le duc d’York et rentre se coucher.
Il s’avère que les maisons ne sont toujours pas abattues lorsque Charles II vient inspecter la situation à bord de la barge royale. Outrepassant l’autorité du lord-maire, il ordonne des destructions massives à l’ouest de la zone touchée par l’incendie, mais le retard pris rend ces manœuvres en grande partie inutiles : l’incendie est déjà hors de contrôle.
Dans la soirée, 18 heures après que l’alarme a été donnée à Pudding Lane, l’incendie est devenu une tempête de feu qui engendre et perpétue son propre système de vents. L’effet de cheminée provoque une gigantesque remontée d’air chaud partout où les courants d’air sont limités par le bâti, comme au niveau des jetées, laissant un vide au niveau du sol.
Loin d’éteindre le feu, comme on aurait pu s’y attendre, les vents puissants qui en résultent, alimentent les flammes en oxygène et les turbulences, provoquées par la montée de la colonne d’air, font circuler le vent de manière chaotique au nord et au sud de la direction principale du vent majeur, qui souffle toujours vers l’est.
Pepys revient observer l’incendie avec son épouse et quelques amis dans la soirée. Ils ordonnent au batelier de les conduire aussi près que possible du sinistre ; « et tout le long de la Tamise, avec le visage au vent, vous étiez presque brûlé par une pluie de braises ». Le petit groupe se rend ensuite dans une taverne de la rive sud du fleuve, d’où il peut voir les flammes sur le pont de Londres et de l’autre côté du fleuve, « comme une seule arche de flammes de ce côté-ci du pont à l’autre, et dans un arc sur la colline pour une arche d’environ un mille de long : j’en pleurai ».

### Lundi

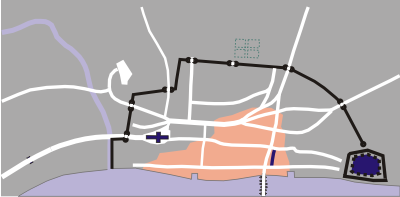
Dommages approximatifs le soir du lundi 3 septembre.

À l’aube du lundi 3 septembre, le feu s’étend principalement vers le nord et l’ouest, les turbulences provoquées par l’incendie poussant les flammes à la fois plus au sud et au nord.
Si la progression vers le sud est essentiellement contenue par la Tamise, elle touche les maisons du pont de Londres et menace de le traverser pour frapper le district de Southwark, sur la rive sud. Ce quartier est sauvé grâce à une large brèche entre les bâtiments, un véritable coupe-feu qui avait déjà sauvé la rive sud de la Tamise lors de l’incendie de 1632. Un départ de feu provoqué à Southwark par des braises volantes est rapidement maîtrisé.
La poussée de l’incendie vers le nord amène les flammes au cœur de la Cité.
Lorsque les maisons des banquiers de Lombard Street sont atteintes, dans l'après-midi, c’est le début d’une véritable ruée pour mettre à l’abri les réserves de pièces d’or qui s'y trouvent, avant qu’elles ne fondent.
Plusieurs observateurs soulignent le désespoir et le sentiment d’impuissance qui paraît avoir saisi les Londoniens le deuxième jour, ainsi que le manque d’efforts concertés pour sauver les quartiers riches menacés, comme le Royal Exchange, à la fois bourse et centre commercial, ou les opulentes boutiques de Cheapside. Le Royal Exchange s’embrase en début de soirée et n’est plus qu'une carcasse fumante quelques heures plus tard.

« L’incendie était si universel, et les gens si abasourdis, que dès le commencement, je ne sais par quel désespoir ou tour du destin, ils luttèrent à peine pour l’éteindre, si bien qu’on n’entendait ni ne voyait rien d’autre que cris et lamentations, courant en tous sens comme des créatures distraites ne cherchant pas à sauver même leurs biens, tant était étrange la consternation qui les frappait »

— John Evelyn, Journal

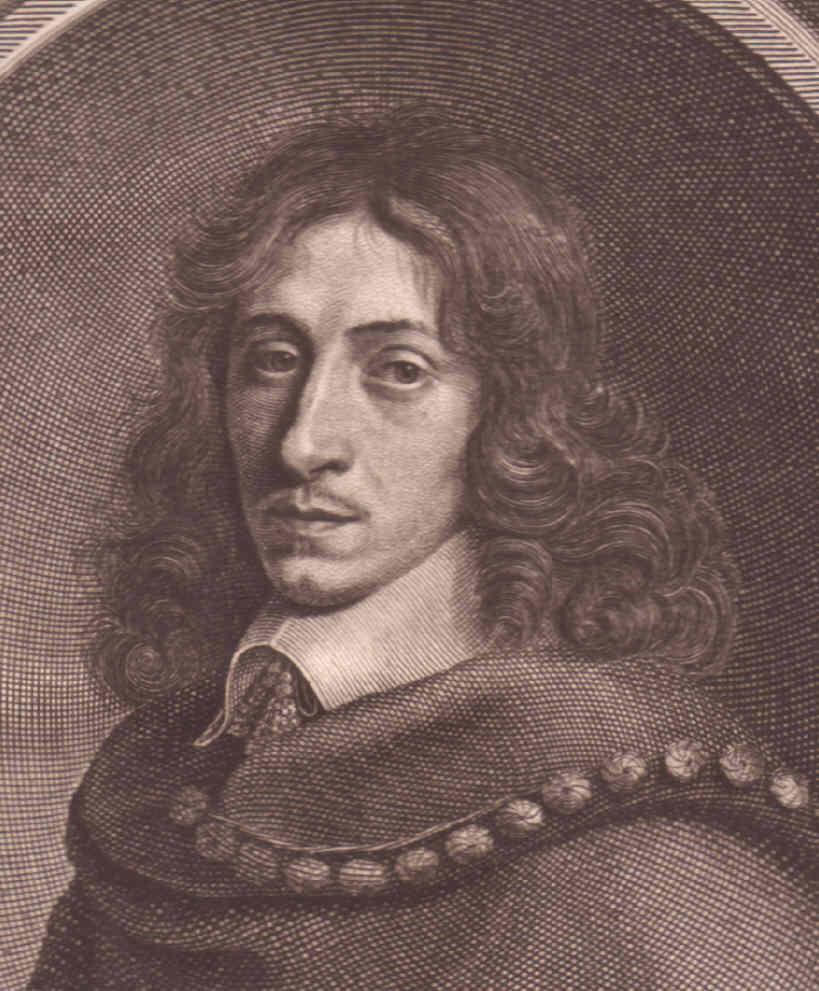
John Evelyn.

Le courtisan et diariste John Evelyn n’assiste pas aux débuts du désastre, car il réside à Deptford, à six kilomètres de la Cité. Il se rend en carrosse à Southwark le lundi pour contempler le même spectacle que Pepys la veille : la Cité brûlant de l’autre côté du fleuve.
L’incendie s’est alors significativement étendu : « la Cité tout entière prise dans de terrifiantes flammes près de la rive ; toutes les maisons du Pont, tout Thames Street, et en remontant vers Cheapside, en descendant vers les Trois Grues, étaient désormais calcinées »,.
Dans la soirée, Evelyn décrit le fleuve couvert de barges et de bateaux surchargés. Il observe également l’exode des voitures à bras et piétons à travers le goulot d’étranglement des portes de la Cité, en direction des terrains non bâtis situés au nord et à l’est, « jonchés sur des milles à la ronde de biens mobiliers de toutes sortes, et de tentes érigées pour abriter à la fois les gens et ce qu’ils avaient pu emporter avec eux. Quel spectacle misérable et calamiteux ! ».
L’idée que l’incendie n’a rien d’accidentel commence à faire son chemin dans la Cité. De nouveaux départs de feu, apparemment sans lien avec l’incendie majeur, alimentent ces craintes, alors qu’ils sont en réalité dus à des étincelles et autres débris enflammés, emportés par les tourbillons de vent sur de longues distances.
Les étrangers font l’objet de tous les soupçons, car l'Angleterre est alors en guerre contre les Provinces-Unies.
La rumeur parle d’une invasion imminente et d’agents étrangers aperçus en train de lancer des « boules de feu » à l'intérieur de maisons, ou bien surpris avec des grenades et des allumettes. Des violences ne tardent pas à s'ensuivre.
William Taswell assiste au pillage et à la destruction de la boutique d’un peintre français, ainsi qu’à une scène qui le remplit d’effroi : un forgeron s’avance vers un Français en pleine rue et lui assène un violent coup de barre de fer sur le crâne.
La rupture des communications causée par la destruction des infrastructures renforce le sentiment général de terreur. Les bureaux du General Letter Office, dans Threadneedle Street, sont détruits tôt dans la matinée du lundi, et la London Gazette parvient tout juste à publier son numéro du lundi avant que son imprimerie ne soit réduite en cendres.
Ce numéro est en grande partie consacré aux ragots de la bonne société, avec une brève évoquant un incendie déclaré le dimanche matin qui « se poursuit avec grande violence ».
Sans ces moyens de communication, les rumeurs sont libres de prospérer : on parle même d’une nouvelle conspiration des poudres.
Les Trained Bands comme les Coldstream Guards passent ainsi le plus clair de leur temps, non pas à lutter contre l’incendie, mais plutôt à s’occuper des étrangers, des catholiques et des gens d’allure louche, que ce soit pour les arrêter, les sauver de l’ire de la foule, ou les deux.

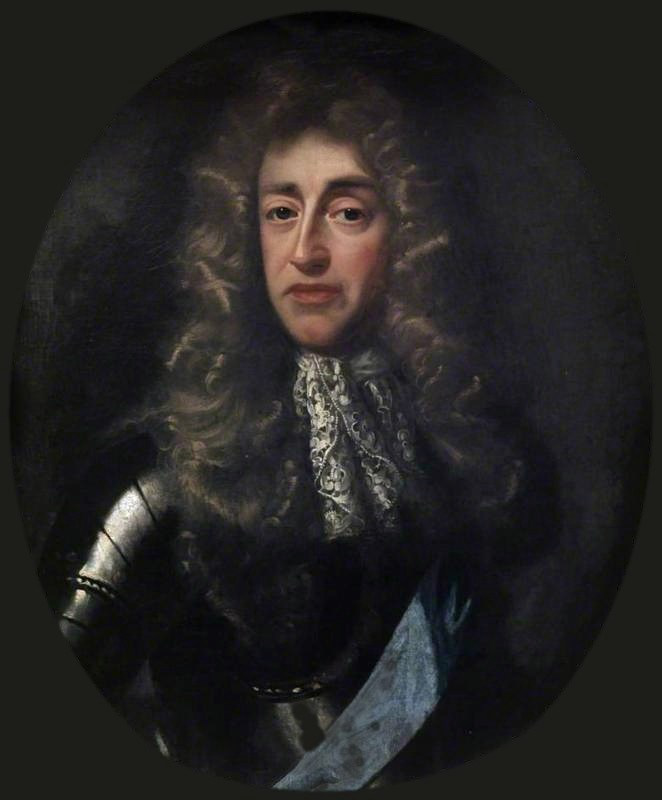
Le duc d’York, futur Jacques II.

Les Londoniens sont prêts à tout pour sauver leurs biens des flammes, surtout les plus riches. C’est une aubaine pour les pauvres en bonne santé, qui se font embaucher comme porteurs, ou ceux qui possèdent des charrettes ou des bateaux. La location d’une charrette, qui coûtait quelques shillings le samedi, monte à quarante livres sterling le lundi, une petite fortune. On assiste ainsi à un mouvement en direction de Londres de la part des habitants des environs qui possèdent une charrette et comptent s’en servir pour gagner de l’argent.
La situation aux portes de la ville n’en est que plus chaotique entre ceux qui veulent sortir et ceux qui veulent entrer. Les magistrats en ordonnent la fermeture, dans l’espoir de contraindre les citadins à lutter contre l’incendie. Cette mesure précipitée et infructueuse est annulée dès le lendemain.
Alors même que la rue cède à la violence, en particulier autour des portes, et que l’incendie fait rage, le lundi marque également le début des actions concertées. Le lord-maire Bloodworth semble avoir quitté la Cité : à ce stade, son nom n’apparaît dans aucun récit de l’époque relatant les événements du lundi. Charles II passe une nouvelle fois outre aux autorités de la Cité et charge son frère, le duc d’York, de la direction des opérations.
Le duc installe des postes de commandement autour du périmètre de l’incendie et enrôle de force les citadins des classes inférieures dans des équipes de pompiers bien payées et bien nourries. Trois courtisans sont placés à la tête de chaque poste, avec la possibilité d’ordonner toutes les destructions qu’ils jugent nécessaires. C’est pour la Couronne un moyen de confirmer aux citadins qu’ils ne seront pas tenus financièrement responsables de la destruction des maisons.
Le duc patrouille avec ses gardes du corps pendant toute la journée afin de maintenir l’ordre et de sauver les étrangers de la vindicte de la foule. « Le duc d’York a conquis le cœur du peuple avec ses efforts continuels et infatigables jour et nuit pour aider à éteindre le feu », écrit un témoin dans une lettre en date du 8 septembre.
Dans la soirée, le château de Baynard (en), dans le quartier de Blackfriars, est touché par les flammes, alors que ses murs massifs en pierre semblaient le mettre à l'abri. Cet ancien palais royal, équivalent, à l'ouest, de la tour de Londres, brûle toute la nuit.

### Mardi

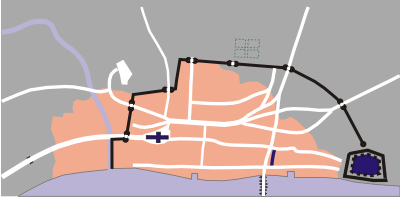
Dommages approximatifs le soir du mardi 4 septembre. L’incendie ne progresse pas significativement dans la journée du mercredi.

Le mardi 4 septembre est la journée où les dégâts sont les plus importants.
Le poste de commande du duc d’York à Temple Bar, au croisement du Strand et de Fleet Street, est censé arrêter l’avance de l’incendie vers l’ouest et le palais de Whitehall. Espérant que la Fleet formera un coupe-feu naturel, le duc dispose ses hommes le long de la rivière, entre le Fleet Bridge et la Tamise, mais tôt dans la matinée, les flammes poussées par le vent d’est bondissent par-dessus la Fleet et débordent les hommes du duc, les forçant au sauve-qui-peut. L’avancée implacable de l’incendie cause une immense consternation au palais : « Oh, quelle confusion régnait alors à cette cour ! », écrit Evelyn.

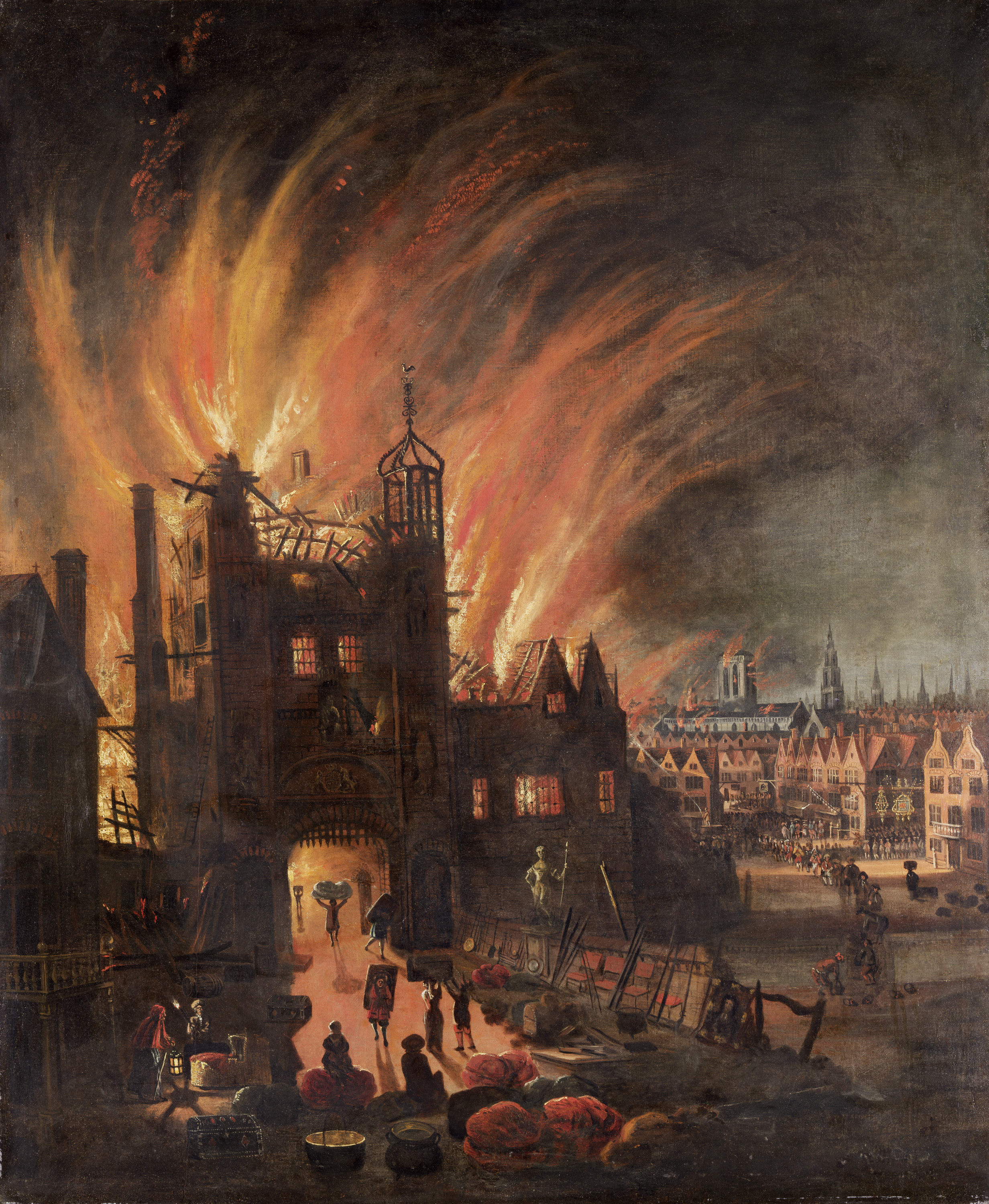
La cathédrale Saint-Paul en flammes. Peinture à l’huile anonyme, v. 1670.

Travaillant enfin selon un plan préétabli, les pompiers du duc d’York pratiquent un large coupe-feu au nord de l’incendie qui le contient jusqu’à la fin de l’après-midi. Les flammes bondissent ensuite à travers pour attaquer la grande rue commerçante de Cheapside.
À l'ouest de Cheapside, la cathédrale Saint-Paul semble former un refuge inviolable, avec ses épais murs de pierre et le coupe-feu naturel que forme la place qui l’entoure. C'est pourquoi les citadins y ont entassé leurs biens, et les imprimeurs et libraires de la rue voisine de Paternoster Row ont entreposé leurs réserves dans les cryptes.
Cependant, le bâtiment se trouvait alors en pleine restauration sous la direction d’un Christopher Wren encore inconnu à l’époque. La cathédrale est ainsi entourée d’échafaudages en bois qui prennent feu dans la nuit du mardi au mercredi. À la sortie de l’école, le jeune William Taswell peut voir les flammes encercler la cathédrale, puis se propager aux poutres du toit. En l’espace d’une demi-heure, le plafond en plomb a fondu, tandis que les livres et papiers de la crypte s’enflamment dans un grondement. Evelyn note dans son journal que « Les pierres de Saint-Paul volaient comme des grenades, le plomb fondu coulait en ruisseaux dans les rues, et les pavés même luisaient d’un rougeoiement féroce, tel que ni cheval ni homme ne pouvait les fouler ». De la cathédrale, il ne reste rapidement plus que des ruines.
Durant la journée, les flammes commencent à se diriger vers l’est à partir du quartier de Pudding Lane, face au vent d’est et en direction de la tour de Londres et de ses réserves de poudre. Après avoir attendu toute la journée l’aide demandée aux pompiers du duc d’York, occupés à l’ouest, la garnison de la tour décide de prendre les choses en main et de créer des coupe-feu en faisant exploser de nombreuses maisons du voisinage, ce qui ralentit l’avancée des flammes.

### Mercredi

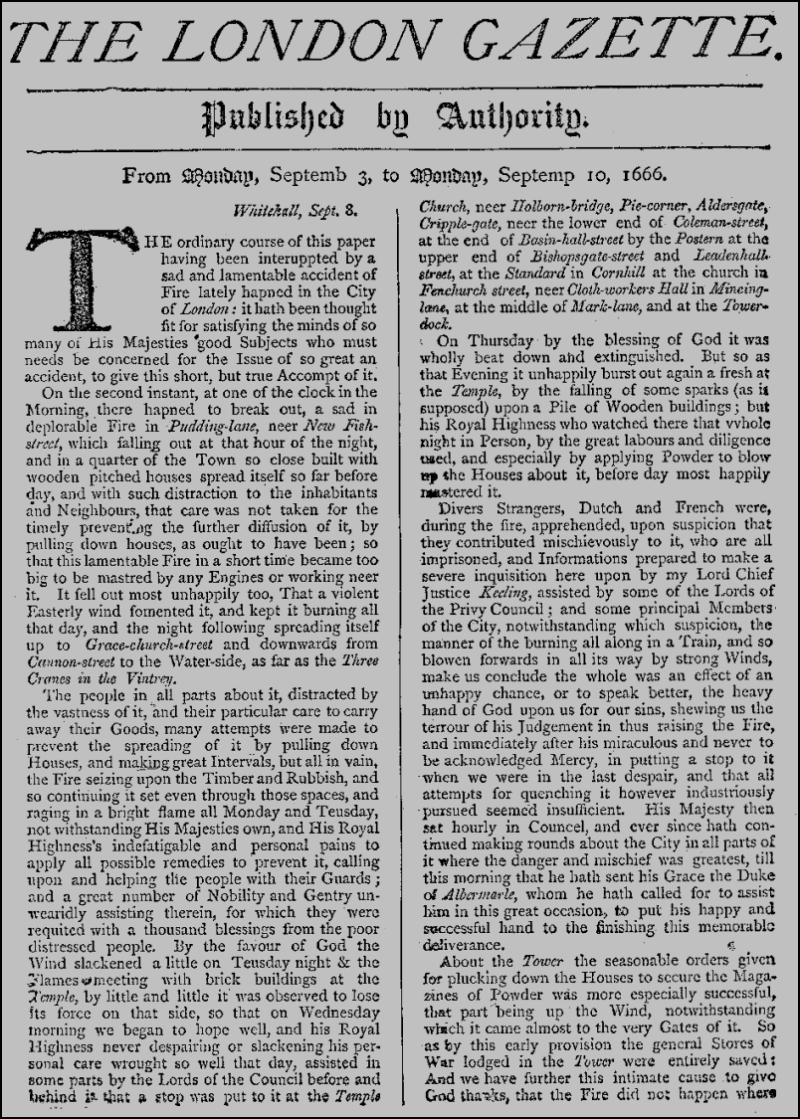
Fac-similé de la page de titre de The London Gazette de la semaine du 3 au 10 septembre contenant un compte-rendu du grand incendie.

Le vent tombe dans la soirée du mardi, permettant aux coupe-feu pratiqués par la garnison de faire effet le lendemain.
Pepys traverse la cité fumante en se brûlant les pieds et monte au sommet de la flèche de Barking Church pour contempler les ruines, « la plus triste vision de désolation que j’aie jamais vue ». De nombreux incendies mineurs sont encore actifs, mais le grand incendie est terminé.
Pepys visite ensuite les Moorfields, un vaste terrain vague situé juste au nord de la Cité, où il découvre un vaste campement de sinistrés et note que le prix du pain a doublé aux alentours. Evelyn se rend lui aussi dans les Moorfields, le principal lieu de ralliement des sinistrés. Il est horrifié par leur nombre et leurs conditions de vie : « beaucoup [étaient] sans le moindre haillon ou ustensile indispensable, sans lit ni planche […] réduits à la plus extrême misère et pauvreté »,. Leur fierté l’impressionne : « quoique presque morts de faim et de dénuement, [ils] ne demandent pourtant pas le moindre penny pour les soulager ».
La peur des terroristes étrangers et d’une invasion française ou hollandaise est plus forte que jamais parmi les victimes de l’incendie. Au cours de la nuit du mercredi au jeudi, une panique généralisée éclate dans les camps des Moorfields et d’Islington. Une lumière dans le ciel au-dessus de Fleet Street est interprétée comme le soulèvement de 50 000 immigrants français et hollandais marchant vers les Moorfields pour terminer l’œuvre de l’incendie en égorgeant les hommes, violant les femmes et volant leurs maigres biens.
La foule terrifiée se précipite dans les rues pour s’en prendre à tous les étrangers qu’elle croise. D’après Evelyn, ils sont difficilement calmés et renvoyés dans les Moorfields par les Trained Bands, les Life Guards et des membres de la cour. La situation est si tendue que le roi craint que Londres se soulève contre lui. La production et la distribution de vivres est alors quasiment inexistante. Charles II annonce que la Cité sera quotidiennement approvisionnée en pain et que des marchés sûrs seront établis autour de la ville, sans qu’il soit jamais question de distribuer gratuitement de la nourriture.

## Bilan humain et matériel

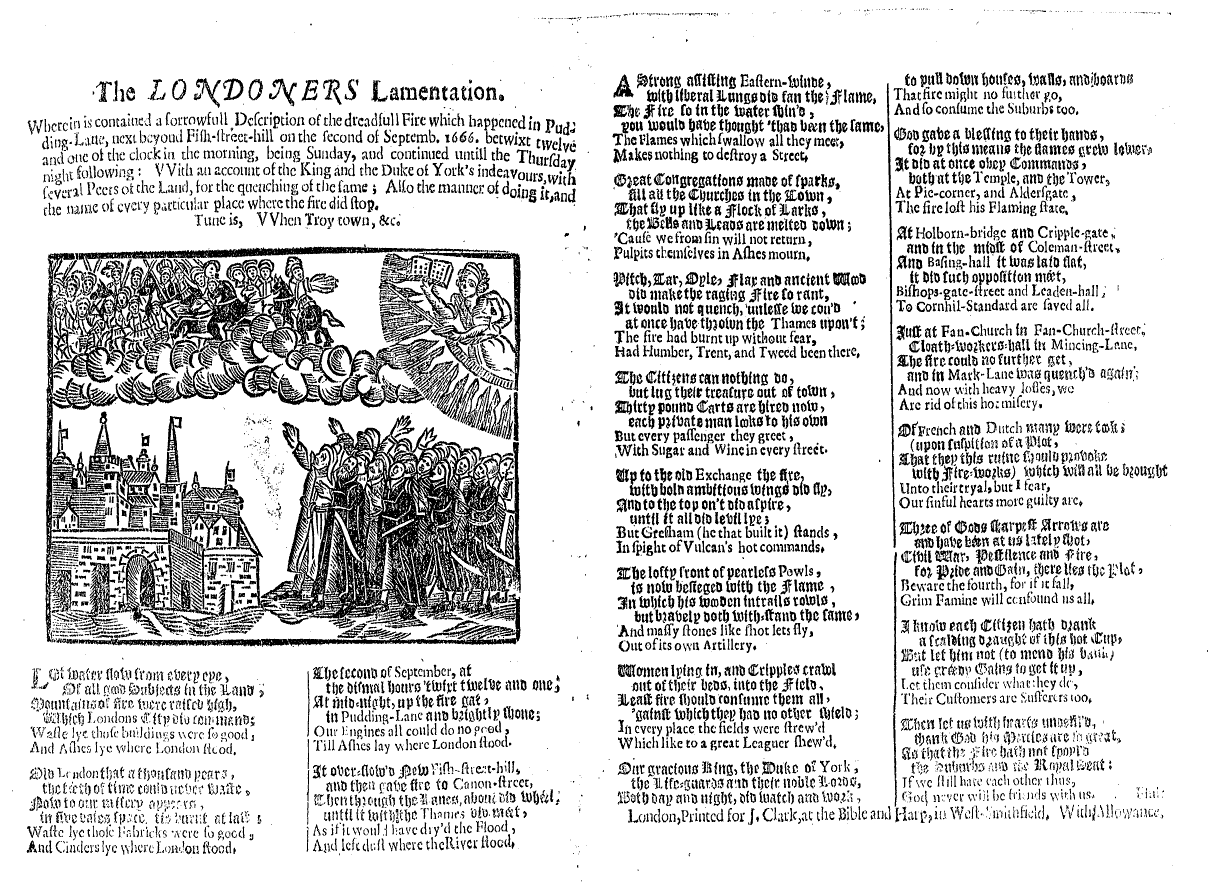
The Londoners Lamentation, chanson populaire de 1666 traitant de l’incendie et des dégâts qu’il a causés.

Le nombre des victimes directes de l’incendie est très réduit : huit morts selon Porter, moins de dix selon Tinniswood. Ce dernier ajoute toutefois que des victimes ont dû passer inaperçues et qu’il y a vraisemblablement eu des morts dans les campements provisoires. Cependant, Hanson rejette ce bilan et rappelle que plusieurs, dont le dramaturge James Shirley et son épouse, sont morts de faim et de froid au cours de l’hiver qui suivit l’incendie. Hanson considère que « c’est faire preuve de crédulité de croire que tous les seuls papistes ou étrangers battus à mort ou lynchés ont été sauvés par le duc d’York », que les chiffres officiels ne disent rien du sort des pauvres non recensés, et que la chaleur au centre du brasier, largement supérieure à celle d’un feu de cheminée, était suffisante pour consumer entièrement les corps en ne laissant que quelques fragments d’os. Le feu n’était pas seulement alimenté par du bois ou du chaume, mais aussi par de l’huile, du bitume, du charbon, du suif, de la graisse, du sucre, de l’alcool, de la térébenthine et de la poudre à canon : sa chaleur était telle qu’il fit fondre l’acier importé qui se trouvait sur les quais (le point de fusion de l’acier se situe entre 1 250 et 1 480 °C), ainsi que les grandes chaînes et verrous de fer des portes de la Cité (le point de fusion du fer se situe entre 1 100 et 1 650 °C). Les fragments d’os anonymes ayant survécu aux flammes n’auraient été d’aucun intérêt pour les affamés qui fouillèrent les dizaines de milliers de tonnes de débris après la fin de l’incendie à la recherche de biens de valeur, pas plus que pour les travailleurs qui déblayèrent les décombres avant la reconstruction. L’incendie ravagea très rapidement les demeures délabrées des pauvres, piégeant sans doute « les vieux, les très jeunes, les lents et les infirmes » et enterrant les cendres de leurs os sous les décombres : le bilan des victimes pourrait être de « plusieurs centaines et assez vraisemblablement de plusieurs milliers ».
Les dégâts matériels ont été chiffrés à 13 200 maisons, 87 églises paroissiales, 44 maisons de guilde, le Royal Exchange, la Custom House, la cathédrale Saint-Paul, plusieurs prisons, dont celle de Bridewell Palace, le General Letter Office, et les trois portes occidentales de la Cité : Ludgate, Newgate et Aldersgate. On estime que le désastre a coûté leur domicile à environ 70 000 des 80 000 Londoniens. Son coût, tout d’abord chiffré à 100 millions de livres de l’époque, fut par la suite réduit au chiffre incertain de 10 millions de livres. Evelyn estime avoir vu plus de « 200 000 personnes de tous rangs et statuts dispersés, installés près de piles de ce qu’ils avaient pu sauver » dans les champs d’Islington et de Highgate.

## Après l’incendie

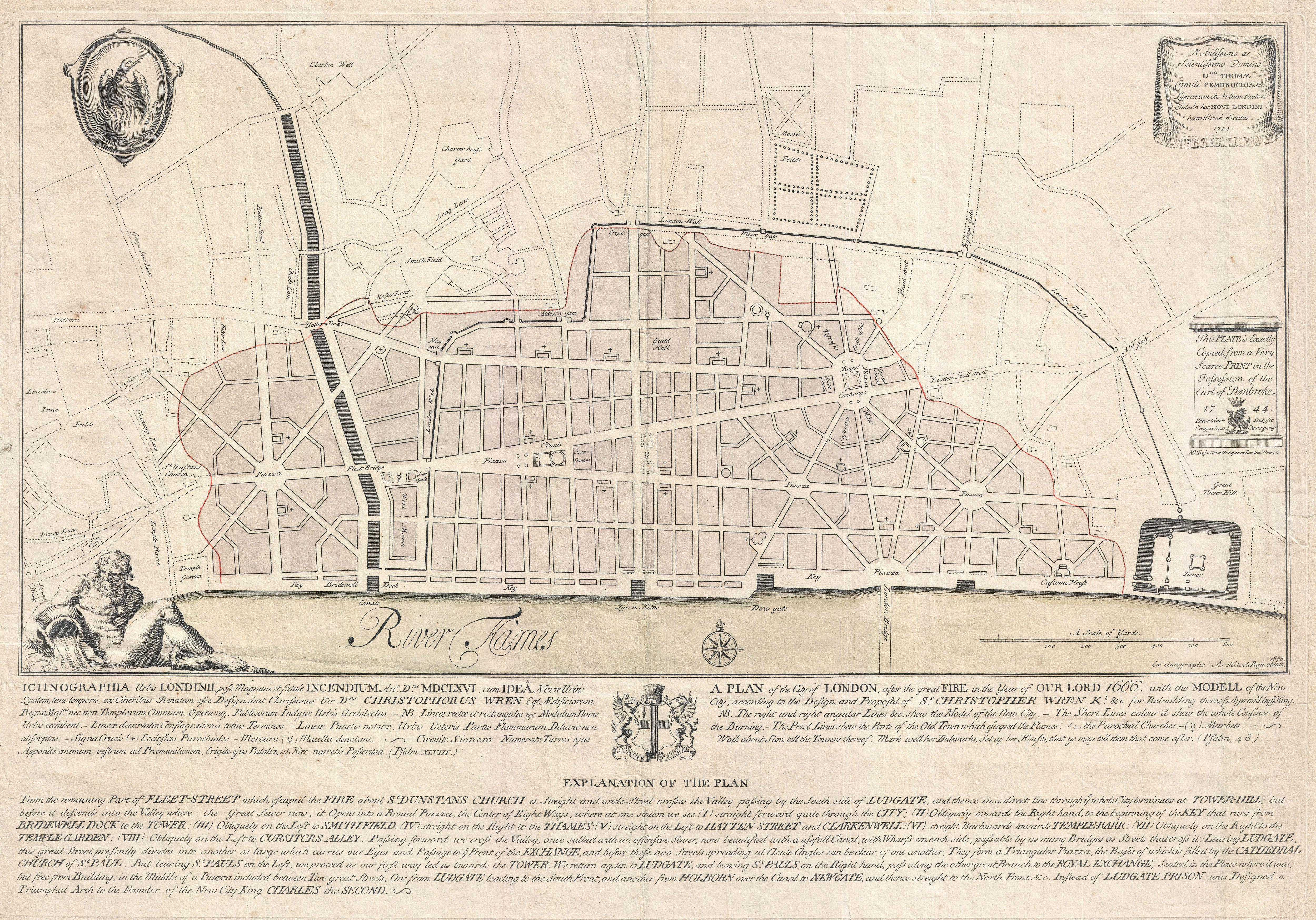
Le plan de Christopher Wren pour la reconstruction de Londres.

Un bouc émissaire est trouvé en la personne d’un horloger français simple d’esprit de Rouen nommé Robert Hubert. Dans sa confession, celui-ci déclare être un agent du pape et avoir allumé le Grand incendie à Westminster, avant de revenir sur ses propos et de mentionner la boulangerie de Pudding Lane. Malgré de sérieux doutes sur ses facultés mentales, Hubert est reconnu coupable et pendu à Tyburn le 28 septembre 1666. Après son exécution, on découvre qu’il n’est arrivé à Londres que deux jours après le début de l’incendie. Le parti opposé à la cour pro-catholique de Charles II n’hésite pas à reprendre les rumeurs accusant les catholiques d’avoir allumé l’incendie, notamment durant le complot papiste de 1678 et la crise d’exclusion qui s’ensuivit. Quant au boulanger Thomas Farriner, il n’est inquiété que brièvement, puisque la confession de Robert Hubert lève les soupçons pesant sur lui, et il peut reprendre son activité.

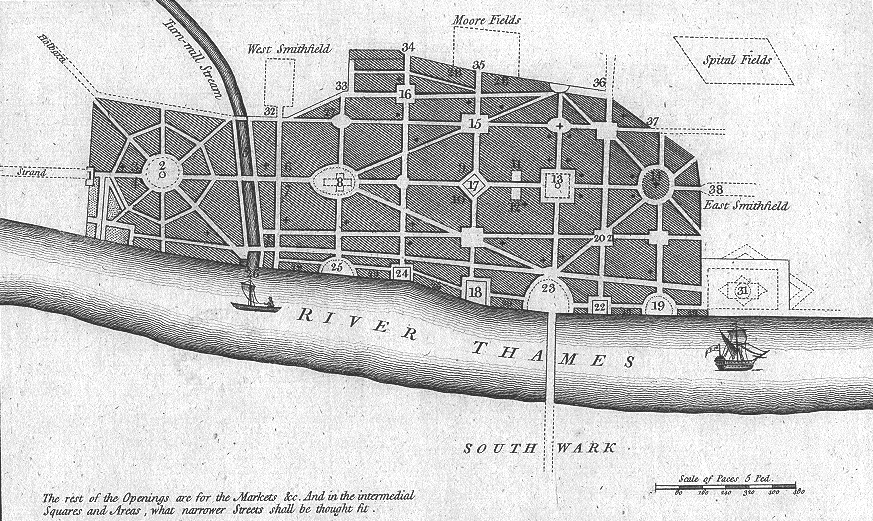
Le plan de John Evelyn pour la reconstruction de Londres.

Craignant une rébellion, Charles II encourage les sinistrés à quitter Londres pour s’installer ailleurs, proclamant rapidement que « toutes les Cités et Villes, quelles qu’elles soient, doivent sans contradiction recevoir lesdites personnes en détresse et leur permettre le libre exercice de leur commerce manuel ». Un tribunal spécial, la Fire Court, est constitué pour traiter des disputes entre locataires et propriétaires, décidant qui doit reconstruire en fonction des moyens de chacun. Cette cour siège de février 1667 à septembre 1672. Elle rend généralement ses verdicts dans la journée, évitant de longues procédures judiciaires qui auraient retardé la reconstruction de Londres.

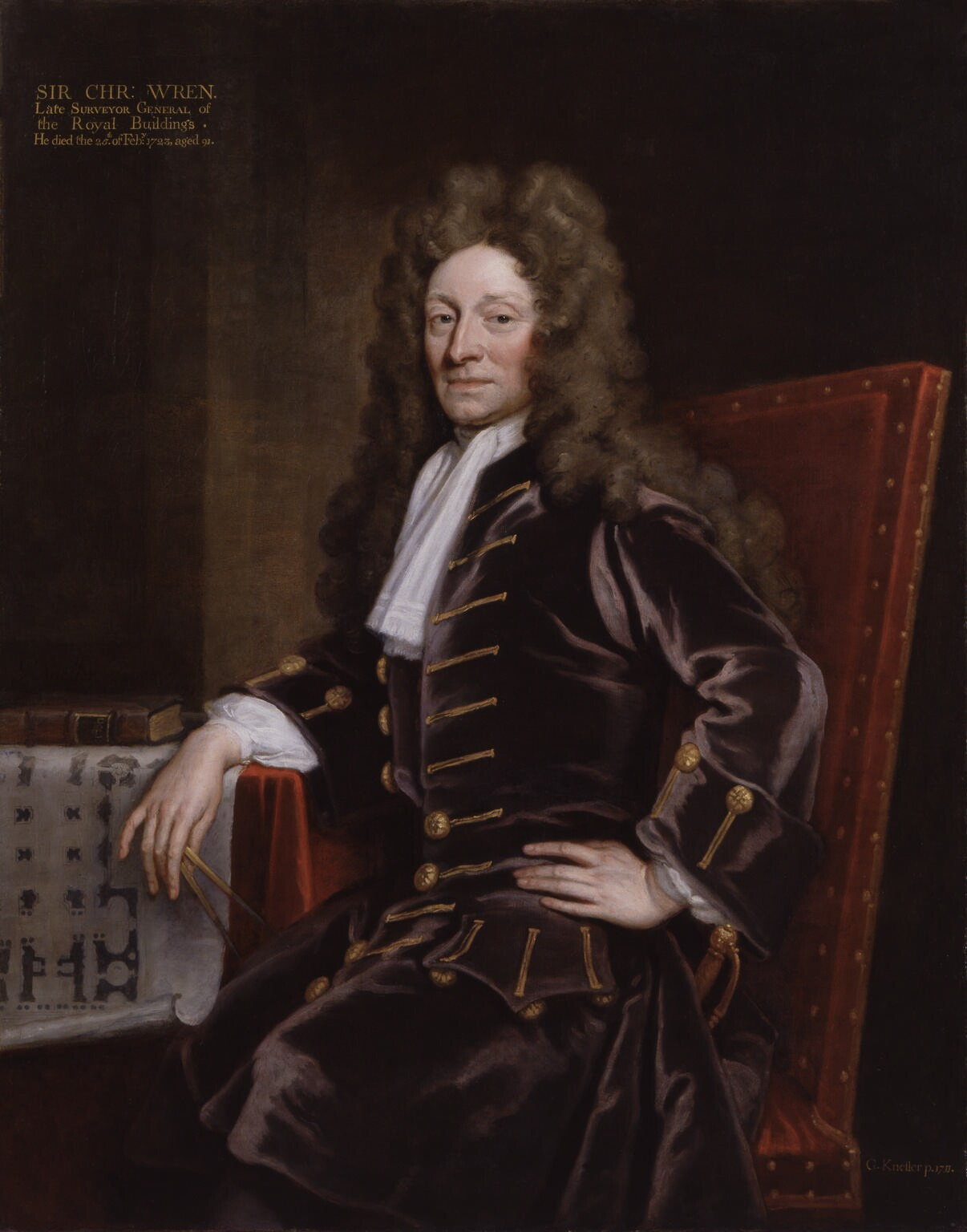
Sir Christopher Wren.

Plusieurs lois sont adoptées par le Parlement autour de la reconstruction, le Rebuilding of London Act 1666 suivie du Rebuilding of London Act 1670.
Plusieurs plans sont proposés pour une reconstruction radicalement différente de la Cité. S’ils avaient été menés à bien, Londres aurait rivalisé avec la magnificence baroque de Paris. La Couronne et la Cité s'efforcent d’identifier les propriétaires afin de négocier des compensations, mais cela s’avère irréalisable : les citadins sont davantage préoccupés par leur survie au jour le jour, pour ceux qui n’ont pas tout simplement quitté la capitale, et l’incendie a causé une telle pénurie de main-d’œuvre qu’il est impossible de faire appel à des travailleurs pour l'arpentage. Les plans magnifiques proposés par John Evelyn et d’autres, avec leurs grandes places et leurs larges avenues, doivent donc être abandonnés, et la Cité est reconstruite en suivant de près l’ancien tracé des rues, avec quelques améliorations dans les domaines de l’hygiène et de la prévention contre les incendies. Les rues sont élargies, les quais rendus plus accessibles, sans maisons pour gêner l’accès au fleuve, et surtout, les maisons sont construites en brique et en pierre, non plus en bois. De nouveaux bâtiments publics sont édifiés à l’emplacement des anciens, les plus célèbres étant sans doute la cathédrale Saint-Paul et les cinquante nouvelles églises de Christopher Wren.

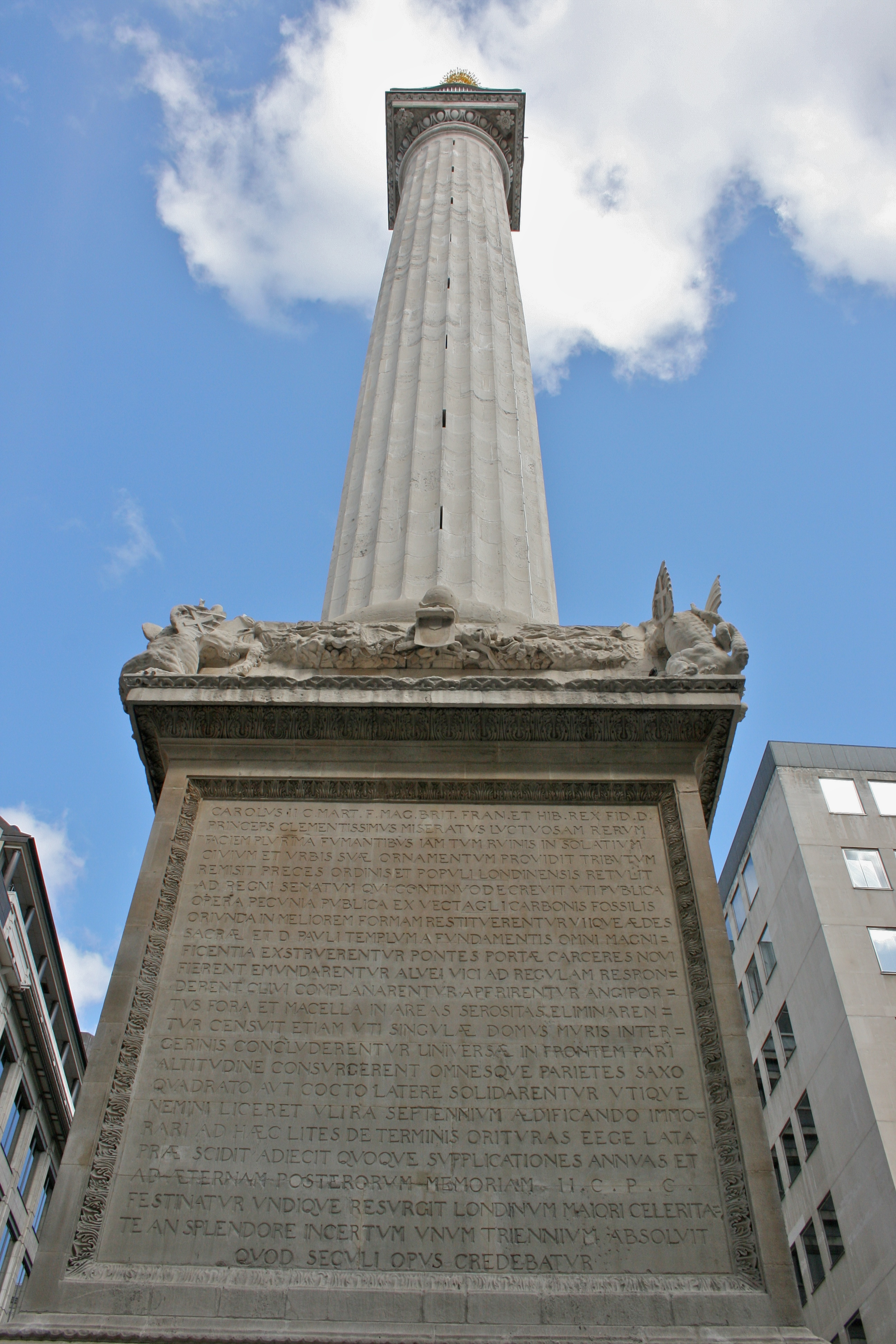
Le monument conçu par Sir Christopher Wren pour commémorer le grand incendie.

Un monument commémoratif du grand incendie, conçu à l’initiative de Charles II et dessiné par Christopher Wren et Robert Hooke, est érigé près de Pudding Lane. Haut de 61 mètres, « le Monument » est un point de repère célèbre à Londres, qui a donné son nom à une station de métro. En 1668, les accusations portées contre les catholiques sont gravées sur le Monument : « … le plus terrifiant Incendie de cette Cité ; allumé et perpétué par la traîtrise et la malveillance de la faction papiste » (« the most dreadful Burning of this City; begun and carried on by the treachery and malice of the Popish faction »). Cette inscription, brièvement effacée sous le règne de Jacques II (1685-1689), ne disparaît définitivement qu’en 1830.
Un autre monument, le Golden Boy de Pye Corner, à Smithfield, marque l’endroit où s’est arrêté l’incendie. Selon l’inscription, le fait que l’incendie se soit déclaré dans Pudding Lane (l'« allée du pudding ») et se soit arrêté à Pye Corner (le « coin de la tarte ») prouve que l’Incendie est un châtiment divin pour le péché de gourmandise commis par la Cité tout entière.
L’épidémie de peste de 1665 avait tué un sixième de la population de Londres, soit 80 000 personnes. Pour certains historiens, l’absence d’épidémies récurrentes de peste après l’incendie signifie que les flammes ont sauvé des vies sur le long terme, en réduisant en cendres des logements insalubres, ainsi que les rats et les puces vecteurs de cette maladie. D'autres rappellent que l’incendie n’a pas touché les faubourgs, qui étaient alors les zones les plus insalubres de la ville.

## Dans la culture populaire

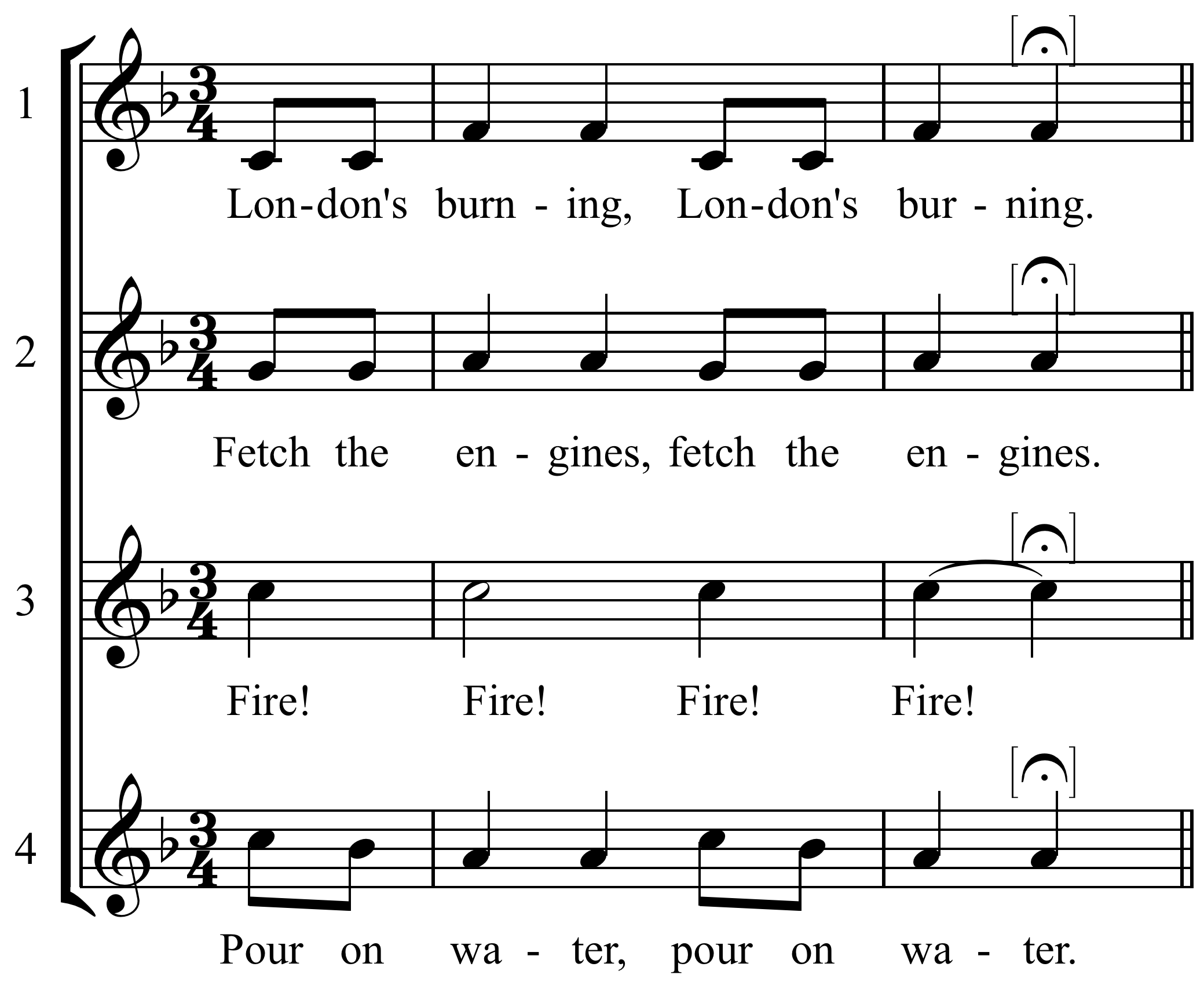
London's Burning, une comptine couramment associée au Grand incendie.

- Jacques Roubaud, Le Grand Incendie de Londres, 411 p., Paris, Seuil, Coll. Fiction & Cie, 1989  (ISBN 2-020-10472-5).
- Dans la série de livres Les Secrets de l'immortel Nicolas Flamel de Michael Scott, il est dit que le Grand incendie de Londres a été provoqué par Nicolas Flamel fuyant John Dee.
- Dans le premier tome de la série Héros de l'Olympe, il y a une allusion au grand incendie de Londres qui aurait été causé par un fils d'Héphaïstos qui possédait le pouvoir du feu. On apprend que celui qui contrôle le feu peut provoquer des catastrophes.
- Dans l'épisode The Visitation de la série télévisée Doctor Who en 1982, le Docteur met le feu à la boulangerie de Pudding Lane afin d'empêcher une invasion extraterrestre.
- Dans le tome 7 de la série littéraire Time Riders d'Alex Scarrow, une partie de l'action se déroule dans l'incendie de Londres en 1666.
- Dans le manga Black Butler un second incendie se déclare à Londres. L'incendie de 1666 apparaît alors comme une œuvre de forces occultes, compte tenu du caractère sombre que possède le nombre 1666.
- Le personnage de Marvel Comics l'Ancien affronte le démon Dormammu durant l'incendie.
- Dans le livre Contes des particuliers faisant suite à la série de livres Miss Peregrine et les Enfants particuliers, se trouve un conte parlant des pigeons de Saint-Paul qui auraient déclenché l'incendie pour se venger de la folie des grandeurs des Hommes de l'époque.

### Citations originales
1. ↑  « wooden, northern, and inartificial congestion of Houses ».
2. ↑  « as it does facilitate a conflagration, so does it also hinder the remedy ».
3. ↑  « the covetousness of the citizens and connivancy [corruption] of Magistrates ».
4. ↑  « old paper buildings and the most combustible matter of tarr, pitch, hemp, rosen, and flax which was all layd up thereabouts ».
5. ↑  « to remove their goods, and leave all to the fire ».
6. ↑  « Pish! A woman could piss it out ».
7. ↑  « People do all the world over cry out of the simplicity [the stupidity] of my Lord Mayor in general; and more particularly in this business of the fire, laying it all upon him. »
8. ↑  « everybody endeavouring to remove their goods, and flinging into the river or bringing them into lighters that lay off; poor people staying in their houses as long as till the very fire touched them, and then running into boats, or clambering from one pair of stairs by the water-side to another ».
9. ↑  « where people come about me, and did give them an account dismayed them all, and word was carried in to the King. So I was called for, and did tell the King and Duke of Yorke what I saw, and that unless His Majesty did command houses to be pulled down nothing could stop the fire. They seemed much troubled, and the King commanded me to go to my Lord Mayor from him, and command him to spare no houses, but to pull down before the fire every way. »
10. ↑  « like a fainting woman ».
11. ↑  « But the fire overtakes us faster then [sic] we can do it. »
12. ↑  « so near the fire as we could for smoke; and all over the Thames, with one's face in the wind, you were almost burned with a shower of firedrops ».
13. ↑  « as only one entire arch of fire from this to the other side of the bridge, and in a bow up the hill for an arch of above a mile long: it made me weep to see it ».
14. ↑  « The conflagration was so universal, and the people so astonished, that from the beginning, I know not by what despondency or fate, they hardly stirred to quench it, so that there was nothing heard or seen but crying out and lamentation, running about like distracted creatures without at all attempting to save even their goods, such a strange consternation there was upon them. »
15. ↑  « the whole City in dreadful flames near the water-side; all the houses from the Bridge, all Thames-street, and upwards towards Cheapside, down to the Three Cranes, were now consumed ».
16. ↑  « which for many miles were strewed with moveables of all sorts, and tents erecting to shelter both people and what goods they could get away. Oh, the miserable and calamitous spectacle! »
17. ↑  « Oh, the confusion there was then at that court! »
18. ↑  « The stones of Paul's flew like grenados, the melting lead running down the streets in a stream, and the very pavements glowing with fiery redness, so as no horse, nor man, was able to tread on them. »
19. ↑  « the saddest sight of desolation that I ever saw ».
20. ↑  « Many [were] without a rag or any necessary utensils, bed or board … reduced to extremest misery and poverty. »
21. ↑  « tho' ready to perish for hunger and destitution, yet not asking one pennie for relief ».
22. ↑  « all Cities and Towns whatsoever shall without any contradiction receive the said distressed persons and permit them the free exercise of their manual trades ».